# Lagunitas (Alalay)
Lagunitas ist eine Ortschaft im Departamento Cochabamba im südamerikanischen Anden-Staat Bolivien.

## Lage im Nahraum
Lagunitas ist größter Ort des Kanton Ayapampa im Municipio Alalay in der Provinz Mizque. Die Ortschaft liegt auf einem Höhenrücken der Kordillere von Cochabamba auf einer Höhe von 3534 m zwischen dem Río Pajcha und dem Río Tucma, die beide nahe der Stadt Mizque in den Río Mizque münden.

## Geographie
Lagunitas liegt im nordwestlichen Teil der Cordillera Oriental, der östlichsten Gebirgskette des bolivianischen Hochgebirges. Das Klima der Region ist gekennzeichnet durch ein typisches Tageszeitenklima, bei dem die täglichen Temperaturschwankungen deutlicher ausgeprägt sind als die jahreszeitlichen Schwankungen.
Die Jahresdurchschnittstemperatur liegt bei 12 °C (siehe Klimadiagramm Vacas), die Temperaturen in den Wintermonaten Juni/Juli bei knapp 10 °C und im November/Dezember bei etwas mehr als 14 °C. Der Jahresniederschlag beträgt 550 mm und erreicht in den Sommermonaten von Dezember bis Februar Werte von 100 bis 120 mm, während in den ariden Monaten von Mai bis September nahezu kaum Niederschlag fällt.

## Verkehrsnetz
Lagunitas liegt 84 Straßenkilometer entfernt von Cochabamba, der Hauptstadt des gleichnamigen Departamentos.
Von Cochabamba führt die asphaltierte Nationalstraße Ruta 7 in südöstlicher Richtung 41 Kilometer bis San Benito, von dort eine unbefestigte Landstraße weiter nach Südosten über Punata nach Arani. Von dort aus führt eine unbefestigte Landstraße weiter nach Südosten und erreicht nach 21 Kilometern über Pocoata und Alalay die Ortschaft Lagunitas.

## Bevölkerung
Die Einwohnerzahl der Ortschaft ist im vergangenen Jahrzehnt angestiegen:
| Jahr | Einwohner           | Quelle       |
| ---- | ------------------- | ------------ |
| 1992 | keine Detailangaben | Volkszählung |
| 2001 | 219                 | Volkszählung |
| 2012 | 269                 | Volkszählung |
| 2024 |                     | Volkszählung |

Die Region weist einen deutlichen Anteil an Quechua-Bevölkerung auf, im Municipio Alalay sprechen 99,6 Prozent der Bevölkerung die Quechua-Sprache.